# Sympherobius californicus
Sympherobius californicus är en insektsart som beskrevs av Banks 1911. Sympherobius californicus ingår i släktet Sympherobius och familjen florsländor. Inga underarter finns listade i Catalogue of Life.